# 親任官

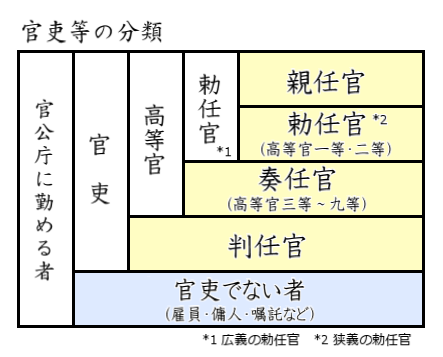
親任官の位置づけ

親任官（しんにんかん）は、1886年（明治19年）に設けられた官吏の分類の一つで、1890年（明治23年）から大日本帝国憲法（明治憲法）の下で用いられ1947年（昭和22年）に廃止された。官僚制度における最高の位置付けにあり、高等官の中の勅任官に含まれた。天皇の親任式を経て任命され、官記には天皇が親署する。親任官を含む勅任官に対しては、敬称に閣下を用いた。
なお、日本国憲法下においても、内閣総理大臣と最高裁判所長官は親任式で天皇から任命されるが、同憲法施行に伴って親任官が廃止されたため、現在「親任官」と呼ばれる官吏の身分は存在しない。

## 親任官

### 沿革

#### 1886年（明治19年）3月高等官官等俸給令
1885年（明治18年）12月22日に内閣職権を定めて太政官制から内閣制に転換した後、1886年（明治19年）3月12日に高等官官等俸給令（明治19年勅令第6号）を定めて高等官を勅任官と奏任官に分け、勅任官の中に親任式を以って叙任する官を設けた。
親任式を以って叙任する官の辞令書は親署の後、御璽を押し内閣総理大臣又は首座の大臣がこれを副署することにした。
親任式を以って叙任する官は内大臣、内閣総理大臣、宮内大臣、各省大臣、元老院議長、陸軍大将、海軍大将、参謀本部長、近衛都督とした。
親任官の文官の年俸については、内閣総理大臣の年俸は従前の太政大臣の月俸12か月分と同じ額、各省大臣の年俸は従前の参議および一等官の月俸12か月分と同じ額で 、内大臣・宮内大臣の年俸は各省大臣と同じ、元老院議長の年俸は従前の一等官の月俸12か月分と従前の二等官の月俸12か月分の間の額で、高等官官等俸給令の勅任官一等の上級俸と同じ額とした   。
1887年（明治20年）に位階について叙位条例を定めたときの叙位進階内規では親任官の初叙位若しくは進級はこの内規の限りにあらずとされた。
1888年（明治21年）に勲章について叙勲条例並びに附則を廃止して文武官叙勲内則を定めたときの規定では、親任官の初叙は勲二等とし勲一等まで進むことできた。
1888年（明治21年）に枢密院を設置して枢密院の議長・副議長・顧問官は親任とした。枢密院議長の年俸は各省大臣の年俸と同じ額、枢密院副議長の年俸は勅任官一等の上級俸と同じ額、枢密顧問官の年俸は勅任官一等の下級俸と同じ額とした 。

#### 1891年（明治24年）7月高等官任命及俸給令
1889年（明治22年）2月11日に大日本帝国憲法を発布すると、同年12月24日に内閣官制（明治22年勅令第135号）を定め、勅任官の任命及び採用・離職は閣議を経ることになる。
1890年（明治23年）11月29日に施行した大日本帝国憲法の下で、1891年（明治24年）7月24日に高等官任命及俸給令（明治24年勅令第82号）を定めて従前の高等官官等俸給令（明治19年勅令第6号）を廃止する。文武官の官等を廃止しているが、引き続き勅任官の中で親任式を以って任ずる官が規定され、辞令書の手続きも変更はない 。
親任官の文官の年俸については、内閣総理大臣・各省大臣の年俸は従前と同じ額である 。
このとき枢密院の議長・副議長・顧問官の年俸を引き下げており、議長の年俸は従前の枢密院副議長の年俸あるいは従前の勅任官一等の上級俸と同じ額、副議長の年俸は従前の枢密顧問官の年俸あるいは従前の勅任官一等の下級俸と同じ額、顧問官の年俸は従前の勅任官二等の上級俸と同じ額とした 。

#### 1891年（明治24年）11月文武高等官官職等級表
同年11月14日に文武高等官官職等級表（明治24年勅令第215号）を定めて高等官の官職を10等の等級に分け、勅任は一等から三等までとし、このうち一等は勅任官の中で親任式を以って任ずる官である内閣総理大臣・各大臣、枢密院議長・副議長・枢密顧問官、陸海軍大将、並びに親補職の参謀総長・監軍、親任官及び親補職を除く他の勅任官の職である大審院長とした。
この高等官の官職の等級は叙位進階内則では叙位の規準として用いられ、内閣総理大臣・各大臣・枢密院議長・陸海軍大将・参謀総長の初叙は正三位相当とし、枢密院副議長・枢密顧問官・監軍の初叙は従三位相当とし、相当位以上2階を極位とした。
また、叙勲内則でも叙勲の規準として用いられ、諸大臣・枢密院議長・陸海軍大将及びその他高等官一等の官職の初叙は勲二等とし勲一等まで進むとした。
宮中席次についてもその規準として用いた。
しかし、高等官任命及俸給令（明治24年勅令第82号）で官等を廃止したため、等級を定めるにあたっては俸給だけを基準にせざるを得ず本来の精神は却って失われることになる。

#### 1892年（明治25年）11月高等官官等俸給令
1892年（明治25年）11月12日に高等官官等俸給令（明治25年勅令第96号）で再び官等を定めて、従前の高等官任命及俸給令（明治24年勅令第82号）及び文武高等官官職等級表（明治24年勅令第215号）を廃止した。
親任式を以って任ずる官を除き他の高等官を9等に分け、親任式を以って任ずる官及び一等官・二等官を勅任官とし、辞令書の手続きに変更はない。
官等と俸給とはその基準は必ずしも同じではないことから、高等官官等俸給令（明治25年勅令第96号）では官等・俸給は各自その当然の基準によって発達させることを目的として、俸給に於いては明治24年の制度を受け継ぎ官等に於いては明治24年の改革以前の官制を基準にした。
これに伴い、文武官叙位進階内則を改定して官等を叙位の規準とし、参謀総長の初叙は正三位から従三位に移したこれは監軍と同じく一等官より親補させる官であるためで、また大審院長の初叙は正四位から従三位に移したこれは準親補であり監軍等に近く会計検査院長より重いと判断したためである。
叙勲内則を改定して官等を叙勲の規準とし、諸大臣・枢密院議長・陸海軍大将及びその他の親任官の初叙は勲二等とし勲一等まで進むとした。
1900年（明治33年）に文武官叙位進階内則を改定し、高等官は新任昇等後満1箇月を経過してからその初叙位の位記を賜うところ、親任官は1箇月の経過を要せずにその初叙位の位記を賜うことになる。また、内閣総理大臣・各省大臣・枢密院議長・陸海軍大将の初叙は正四位、極位は正二位とし、その他の親任官及び親任待遇の初叙は従四位、極位は従二位とした 。

#### 1946年（昭和21年）4月官吏任用叙級令
1945年（昭和20年）のポツダム宣言受諾の後、連合国軍占領下の1946年（昭和21年）4月1日に官吏任用叙級令（昭和21年勅令第190号）を公布・施行して親任式を以て任ずる官を除く他の官を分けて一級、二級及び三級とし、このときに高等官官等俸給令の廃止等が行われ「勅任官」は「一級官吏」に、「奏任官」は「二級官吏」に、「高等官」は「一級又は二級の官吏」にそれぞれ改めたが、親任式を以って任ずる官あるいは親任官は残置した 。
1947年（昭和22年）5月2日に官吏任用叙級令の一部を改正する等が行われて、親任式を以て任ずる官に関する規定を修正して特別の官を除く他の官を分けて一級、二級及び三級とし、翌3日に日本国憲法の施行したときに、これまでの大日本帝国憲法第10条の天皇による官吏任命権に代わって日本国憲法第15条に適合するように官吏任用叙級令の一部を改正する等が行われて、親任式を以って任ずる官あるいは親任官を廃止した。
なお、従前は内閣総理大臣、各省大臣及びその他の親任官は親任式を以て任ずることとして来たところ、内閣総理大臣並びに最高裁判所の長たる裁判官は日本国憲法第6条及び法律により天皇がこれを任命することとなり、また、国務大臣及び法律の定めるその他の官吏は日本国憲法第7条の国事行為として天皇がその任免の認証をすることとなった。その手続きについては、内閣総理大臣の指名については、衆議院議長から、内閣を経由してこれを奏上することとなり、官吏の任免の認証は、内閣総理大臣が、これを奏請することになる。

### 文官
内閣総理大臣、対満事務局総裁、枢密院議長、枢密院副議長、枢密顧問官、内大臣、宮内大臣、国務大臣、特命全権大使、親任判事、親任検事、会計検査院長、行政裁判所長官、朝鮮総督、朝鮮総督府政務総監、台湾総督、神宮祭主、企画院総裁、東京都長官、地方総監など。

### 武官
陸軍大将、海軍大将

## 親補職
武官は文官と趣を異にして任官と職務の命課を区別しており、特に将校は退役してもその官階を失わないことから、これを前提に1890年（明治23年）12月2日以後は親任官となる武官はあくまでも陸海軍大将とした。
また、司法官についても官と職を区別しており、官名は判事や検事であり大審院長及び検事総長を親補職とした。
1890年（明治23年）11月29日に施行した大日本帝国憲法の下で、同年12月2日に参謀本部条例（明治22年勅令第25号）並びに監軍部条例（明治20年勅令第18号）を改正し、陸軍大将若しくは陸軍中将1人を帝国全軍の参謀総長に親補するとし、また監軍部に監軍1人を置き大将若しくは中将を以ってこれに親補するとした。これにより、天皇の親補式によって補職する「親補職（しんぽしょく）」を設けた。
1896年（明治29年）5月1日に「親補ノ職ニ在ル者及会計検査院長待遇ノ件」（明治29年勅令第160号）により「親補の職に在る者及会計検査院長は親任官の待遇を賜ふ」（原文は旧漢字カタカナ）と定められた。
親補職となる職は陸海軍の諸官制で定められ、当該職に在任中は親任官の待遇を受けた。階級についての規定はないが、陸海軍の諸官制で「親補職は大将もしくは中将を以て之に親補する」旨が定められていたため、少将以下が親任官待遇となることはあり得なかった。なお1902年（明治35年）より親補職となった師団長は「大将もしくは中将を以て之に親補する」とはせずに「陸軍中将ヲ以テ之ニ親補シ」として、平時における最大の編制として天皇に直隷した。
なお、陸軍大臣および海軍大臣を親補職としているが、これは間違いで、陸軍大臣、海軍大臣、陸軍次官および海軍次官は「各省官制通則」で定める官名であって職名ではないため、陸軍大臣および海軍大臣は親任官である。それ故、軍階級が中将の就任者であっても法律上大将に対し行政命令を発することができた。

### 主な親補職
軍事参議官

#### 陸軍
参謀総長、教育総監、陸軍航空総監、総軍総司令官、方面軍司令官、軍司令官（支那駐屯軍司令官は、1936年（昭和11年）5月1日 - 1937年（昭和12年）8月26日)、師団長、軍管区司令官（1945年〈昭和20年〉2月に新設）、東京警備司令官、関東戒厳司令官、東京防禦総督、東京衛戍総督、侍従武官長

#### 海軍
軍令部総長、海軍総司令長官、艦隊司令長官（連合艦隊司令長官も、艦隊司令長官）、鎮守府司令長官、海上護衛司令長官、警備府司令長官、舞鶴要港部司令官（1936年〈昭和11年〉7月1日 - 1941年〈昭和16年〉11月20日）、舞鶴以外の要港部司令官（1938年〈昭和13年〉11月14日 - 1941年〈昭和16年〉11月20日）、独立艦隊司令官（1938年〈昭和13年〉11月14日 - )

#### 大審院
大審院長、検事総長

## 親任官待遇

### 親任官の待遇を賜る官職
1896年（明治29年）5月1日に「親補ノ職ニ在ル者及会計検査院長待遇ノ件」（明治29年勅令第160号）により、親補の職に在る者及び会計検査院長は親任官の待遇を賜うことになる  。
1898年（明治31年）7月18日に行政裁判所長官は親任官の待遇を賜うことになる  。
1910年（明治43年）8月29日に朝鮮総督府を設置した際に、旧韓国政府に属する官庁で朝鮮総督府の所属官署と見做したものに在勤中の官吏について、旧韓国法規で親任官であったものは親任官の待遇とした。同年9月29日に朝鮮総督府中枢院を設けて副議長を置き親任待遇とした。
1911年（明治44年）7月28日に日本大博覧会会長は親任官の待遇を賜うとした
1916年（大正5年）4月14日に連合国経済会議に参列させる臨時職員のうち連合国経済会議特派委員長は親任官の待遇を受けるとした。
1921年（大正10年）3月26日に朝鮮総督府中枢院の顧問を親任待遇とした。
1927年（昭和2年）6月14日に行政制度審議会を設け、委員の待遇は官職に在るときはその官職に付き受ける待遇により、その他は親任官の待遇とした。
同年12月7日に東京控訴院長である判事には親任官の待遇を賜うことになる。
1931年（昭和6年）6月20日に臨時行政財政審議会を設け、委員のうち学識経験者は親任官の待遇とした。
1938年（昭和13年）9月9日に臨時に外務省に外交顧問を置き親任官の待遇とした。
1944年（昭和19年）10月27日に臨時に内閣に内閣顧問を置き親任官の待遇とした。

### 特に親任官の待遇を賜る者
特定の職にある者について、一定の年数以上在職した者や特に功績があった者は、その職自体が親任官の職とはされないものの、「親任官待遇付与奏請内規」に基づいて、親任官の待遇を与えられることがあった。同内規によれば、各帝国大学総長、北海道庁長官、警視総監、各府県知事、各省次官、内閣書記官長、法制局長官、陸軍司政長官、海軍司政長官、陸軍事務嘱託、海軍事務嘱託に一定年数在任した者が挙げられている。この他、賞勲局総裁、特命全権公使、東京工業大学長、製鉄所長官、神宮大宮司などの職にある者にも、親任官待遇が付与されることがあった。「親任官待遇付与奏請内規」（昭和17年4月28日決定）の主な内容は以下の通り。
親任官待遇付与奏請内規（昭和17年4月28日決定）
親任官待遇付与奏請内規左の通りこれを定む。
勅任文官にして左の各号の一に該当し功績特に顕著なる者に対しては、特に親任官の待遇を賜うの奏請をなすことを得。
1. 帝国大学総長並びに京城及び台北帝国大学総長にして、一等官在職8年以上に達したる者。
2. 北海道庁長官、警視総監又は各府県の知事たる職に在り、一等官在職6年以上に達したる者。
3. 各省次官等にして、一等官在職6年以上に達したる者。
4. 全各号以外の勅任文官にして、一等官在職15年以上に達したる者。
5. 第1号又は第2号により親任官の待遇を賜う者の員数は、各3人以内とす。

内閣書記官長又は法制局長官にしてその官歴又はその他の閲歴特に優秀なる者に付きては、特に親任官の待遇を賜うの奏請をなすことを得。
陸軍司政長官、海軍司政長官、陸軍事務嘱託又は海軍事務嘱託にして軍占領地における枢要の職に在り識見経歴特に優秀なる者に付きては、特に親任官の待遇を賜うの奏請をなすことを得。
かつて親任官たりし者又は親任官の待遇を賜りたる者に対しては、特に親任官の待遇を賜うの奏請をなすことを得。
「特に親任官の待遇を賜ふ」という辞令が出た具体例
片岡七郎（海軍艦政本部長・海軍中将）、1906年（明治39年）11月20日。
後藤新平（拓殖局副総裁）、1910年（明治43年）6月20日。
一木喜徳郎（法制局長官）、1912年（大正元年）12月21日 。
清野長太郎（復興局長官）、1925年（大正14年）9月16日
真崎甚三郎（参謀次長・陸軍中将）、1932年（昭和7年）1月7日。
井上成美（海軍次官・海軍中将）、1944年（昭和19年）8月4日。

## 帝国陸軍における軍事参議官制度の「悪用」
帝国陸軍では、親補職にあった中将が、親補職でない職に就く際に、「格下げ」としないため、親補職たる軍事参議官を本職、親補職でない職を兼勤させる例があった。最後の陸軍省人事局長であった額田坦中将は「これは軍事参議官制度の悪用というべきであろう」と評している。
具体例。
鈴木孝雄
陸士2期。1924年（大正13年）2月に第14師団長に親補される。同年8月に陸軍技術本部長（非親補職）に転じる。1926年（大正15年）7月に軍事参議官に親補され、引き続き、陸軍技術本部長を兼勤。1927年（昭和2年）7月に大将に親任される。1928年（昭和3年）3月8日、陸軍技術本部長の兼勤を免じられ、軍事参議官の専任となる。1933年（昭和8年）3月に予備役。（軍事参議官が本官であった期間：1926年7月ー1933年3月、6年8か月）
土肥原賢二
陸士16期。1937年（昭和12年）3月に第14師団長に親補される。1938年（昭和13年）6月に参謀本部付。1939年（昭和14年）5月に第5軍司令官に親補される。1940年（昭和15年）6月に参謀本部付、同年9月に軍事参議官に親補され、同年10月に陸軍士官学校長（非親補職）を兼勤。1941年（昭和16年）4月に大将に親任される。同年6月、軍事参議官 兼 陸軍士官学校長から、陸軍航空総監に親補される。（軍事参議官が本官であった期間：1940年9月ー1941年6月、0年9か月）
篠塚義男
陸士17期。1938年（昭和13年）6月に第10師団長に親補される。1939年（昭和14年）9月に第1軍司令官に親補される。1941年（昭和16年）7月に軍事参議官に親補され、陸軍士官学校長（非親補職）を兼勤。1942年（昭和17年）7月に依願予備役。（軍事参議官が本官であった期間：1941年7月ー1942年7月、1年0か月）

## 前官礼遇
親任官のうち、内閣総理大臣・国務大臣・枢密院議長・宮内大臣・内大臣の職にあった者は、一定の年数以上在職した場合、退官の後に特に勅旨を以て、前官の礼遇を付与されることがあった。前官の礼遇を受けると、宮中席次などで優遇を受けた。
前官大臣礼遇内規（明治22年12月26日）
一、大臣願に依り辞職を許さるるもの又は他官に転任するもの其勲功に依り特に前官の礼遇を賜ふことあるへし
一、前官の礼遇を賜ふものの席次は現任大臣に次く
内閣総理大臣、枢密院議長又は国務大臣たる前官礼遇付与奏請内規（昭和14年9月6日裁可）
内閣総理大臣、枢密院議長又は国務大臣たる前官礼遇付与奏請内規を左の通り定む
1. 内閣総理大臣たる前官の礼遇は左に掲げる者にこれを賜う
  1. 内閣総理大臣を退官したる際、左の各号の一に該当する者
    1. 内閣総理大臣在職4年以上の者
    2. 内閣総理大臣たること2回以上の者
    3. かつて枢密院議長、国務大臣、宮内大臣又は内大臣たる前官の礼遇を賜りたる者

  2. 内閣総理大臣以外の親任官（親任官たる宮内省を含む）を退官したる際、かつて内閣総理大臣たる前官の礼遇を賜り、もしくは内閣総理大臣たりし者にして内閣総理大臣たる前官の礼遇を賜るべき資格ありたる者
2. 国務大臣たる前官の礼遇は左に掲げる者にこれを賜う
  1. 国務大臣を退官したる際、左の各号の一に該当する者
    1. 国務大臣在職4年以上の者
    2. かつて国務大臣、宮内大臣又は内大臣たる前官の礼遇を賜りたる者

  2. 国務大臣（内閣総理大臣を除く）以外の親任官（宮内大臣、内大臣以外の親任官たる宮内官を含む）を退官したる際、かつて国務大臣たりし者にして国務大臣、宮内大臣又は内大臣たる前官の礼遇を賜り、もしくは賜るべき資格ありたる者
3. 枢密院議長たる前官の礼遇は左に掲げる者にこれを賜う
  1. 枢密院議長を退官したる際、左の各号の一に該当する者
    1. 枢密院議長在職4年以上の者
    2. 枢密院議長たること2回以上の者
    3. かつて国務大臣、宮内大臣又は内大臣たる前官の礼遇を賜りたる者

  2. 内閣総理大臣、枢密院議長以外の親任官（親任官たる宮内官を含む）を退官したる際、かつて枢密院議長たる前官の礼遇を賜り、もしくは枢密院議長たりし者にして枢密院議長たる前官の礼遇を賜るべき資格ありたる者
4. 全各号の在職年数には内閣総理大臣、枢密院議長及び他の国務大臣並びに宮内大臣及び内大臣の在職年数を、回数には内閣総理大臣及び枢密院議長たりし回数を各通算す。ただし、内閣総理大臣以外の官の在職年数を内閣総理大臣の在職年数に通算する場合においては3年以上の在職年数はこれを3年とみなし、枢密院議長以外の官の在職年数を枢密院議長の在職年数に通算する場合においては3年以上の在職年数はこれを3年とみなし各通算す。
5. 内閣総理大臣1年以上在職したる者他の国務大臣となり退官の際国務大臣たる前官の礼遇を賜うの資格ある場合においては特に内閣総理大臣たる前官の礼遇を賜い、枢密院議長1年以上在職したる者国務大臣となり退官の際国務大臣たる前官の礼遇を賜うの資格ある場合においては特に枢密院議長たる前官の礼遇を賜う。
6. 宮中席次の異なる官の前官の礼遇2以上の資格ある場合においては宮中席次の高き官の前官の礼遇を賜う。
7. 内閣総理大臣、枢密院議長又は国務大臣と宮内大臣又は内大臣とを歴任し宮内大臣又は内大臣を退官したる際第4号本文の規定により各官の在職年数を通算して4年以上にわたる者に付きては時宜により内閣総理大臣、枢密院議長又は国務大臣たる前官の礼遇を賜う。